# 織女增四
天琴座κ，又名BD+36 3094，HD 168775、SAO 66869、HR 6872，是天琴座的一颗恒星，视星等为4.33，位于銀經63.52，銀緯21.55，其B1900.0坐标为赤經18h 16m 21.4s，赤緯+36° 21.55′ 10″。